# Калихович, Сергей Андреевич
Сергей Андреевич Калихович (1899—1942) — советский офицер-танкист, участник гражданской и Великой Отечественной войн. Полковник РККА.

## Биография
Родился 15 января 1899 года в городе Кузнецке Саратовской губернии (ныне Пензенская область).
В марте 1919 года добровольно вступил в Красную Армию, принимал участие в боях на Южном фронте в составе артиллерийского дивизиона стрелкового полка 37-й стрелковой дивизии. Был контужен.
В автобиографии писал: «В Кремле многократно стоял на постах особо ответственных и почетных - это у кабинета т. Ленина (27-й пост)».
После окончания гражданской войны остался в РККА. Учился на артиллерийских курсах, в 1924 году окончил Объединённую белорусскую военную школу, затем - военно-техническую академию, в 1932 году - Военную академию механизации и моторизации РККА. Так он получил два высших военных образования, а в его карточке о прохождении службы стоял штамп: «Учёт академиков», редкий в то время.
Капитан Калихович быстро продвигался по службе в развивающихся танковых войсках РККА: сначала командир батальона, потом начальник штаба бригады, а с августа 1938 - командир 32-й легкотанковой бригады.
В 1938 году за мужество и отвагу, проявленные в боях под Царицыном в годы гражданской войны, награждён орденом Красного Знамени. В 1939 присвоено звание полковник.
В мае 1939 - начальник штаба 29-й легкотанковой бригады, а с августа 1939 - начальник командного факультета Военной академии механизации и моторизации.
В ноябре 1940 года полковник С. А. Калихович назначен командиром 1-й легкотанковой бригады (II формирования).

### Великая Отечественная война

#### Белостокский котел
С марта 1941 - командир 31-й танковой дивизии, которая в апреле 1941 включена в состав 13-го мехкорпуса. Дивизия дислоцировалась на западной границе - в Белостокской области, в бывше-польском местечке Боцьки.
Дивизия Калиховича весной 1941 ещё только формировалась. Два танковых полка имели 36 учебных легких танков Т-26. Мотострелковый полк лишь на 70% был укомплектован оружием, боевой техникой и вооружением. Артполк был укомплектован орудиями практически полностью, но не имел тягачей, к тому же стрелять умело лишь несколько расчетов, переведенных из 124-го гап РГК.
Недокомплект личного состава и вооружения в первые дни войны тяжело сказался на ведении боевых действий. Оказавшись в Белостокском котле, дивизия вела тяжелые бои, препятствуя прорыву противника на Волковыск и Барановичи.
Затем Калихович возглавил группу бойцов и командиров 31-й тд, 113-й сд и 49-й сд. Группа шла через Беловежскую пущу, Пинские болота и Ружанскую пущу. Они постоянно вступали в боестолкновения с противником, пытаясь прорваться из котла, даже выбивали немцев из населенных пунктов. Отряд бомбили с воздуха и обстреливали артиллерией.
В одном из прорывов 28 июня Калиховича тяжело ранили, его сменил командир 62-го танкового полка полковник Шаповалов, к тому времени уже трижды раненный. К своим из группы вышли лишь 49 человек, включая Калиховича и Шаповалова. С войсками группа соединилась в районе Калинковичей (ныне Гомельская область Беларуси).
Расстояние от местечка Боцьки, где размещалась дивизия в начале войны, до Калинковичей по прямой - больше 500 км.

#### Битва за Москву
В августе 1941 года полковника Калиховича назначили командиром 19-й танковой бригады. На 20 сентября 19-я тбр числится в 19 А Лукина, стоявшей под Вязьмой. 11 октября бригаде поставили задачу - наступать на Гжатск и овладеть городом.

Командарм-5 Лелюшенко вспоминал: 
13 октября 18-я и 19-я танковые бригады с подразделениями, прорывающимися из района Вязьмы, под натиском врага отходили на линию Можайского укрепрайона. Они стойко сдерживали натиск двух немецких дивизий — 10-й тд и дивизии СС „Дас Райх“.
В середине октября 19-я тбр воевала под Можайском, вместе с 18-й тбр помогала 32-й сд полковника Полосухина, оборонявшей Бородинское поле.

К 30-летию битвы под Москвой в «Известиях» от 7 декабря 1971 года вышла статья М. Брагина «Вечность подвига»:
На кратчайшем к Москве, самом опасном в те дни Вяземско-Гжатском направлении, стали 18-я и 19-я танковые бригады полковников А. Дружинина и С. Калиховича. Прибывший на Минское шоссе маршал Ворошилов предупредил - позади бригад сил нет до самой Москвы. К этому времени 40-й мотокорпус противника ворвался в Гжатск. Его мотодивизия СС „Дас Райх“ и 10-я тд спешили по Минской автостраде и Можайскому шоссе на Москву. На их колонны обрушились из засад наши танковые бригады. Они подбили 40 немецких танков, сожгли десятки автомашин, раздавили десятки орудий, минометов.
В октябре 2006 года в подмосковной Уваровке в память о танкистах открыли мемориальную доску: «В октябре 1941 года под Уваровкой вела бои с фашистскими захватчиками 19-я танковая бригада полковника Калиховича. Вечная память воинам, отдавшим жизнь за Отчизну».

#### Бои за Воронеж летом 1942
Весной 1942 года 19-я танковая бригада вошла в состав 5-й танковой армии под командованием Героя Советского Союза генерал-майора А. И. Лизюкова. Как резерв Ставки армия располагалась за Брянским фронтом. Периодически меняя районы сосредоточения, она готовилась для нанесения мощного контрудара в случае наступления противника в районе Воронежа.
2 июля 1942 года обстановка на воронежском направлении резко ухудшилась. Оборона наших войск оказалась прорванной, и ударная группировка врага грозила прорваться к Дону и захватить Воронеж. Чтобы помешать этому, была введена в сражение 5-я танковая армия с целью нанести контрудар по флангу и тылу вражеской группировки. Бои севернее Воронежа приняли ожесточенный характер. Несколько дней на равнине, изрезанной ложбинами и перелесками, кипело грандиозное танковое сражение.

В одном из боёв 12 июля, лично возглавив контратаку против немецких танков, вышедших к его командному пункту, полковник Калихович погиб в танке, ценой своей жизни выведя штаб бригады из-под удара. В журнале боевых действий бригады есть такая запись: 
Танки противника, прорвав фронт на участке 11 тк, зашли в тыл боевого порядка 19 тбр, 3 гв. тбр… Командир бригады с двумя танками командования Т-34 и четырьмя танками Т-60 пошел с КП в контратаку.. . В ходе огневой дуэли два вражеских снаряда угодили в башню танка комбрига. Он был убит. Оказались ранеными радист и механик-водитель. Командир машины и находившийся на броне танка красноармеец В. Е. Цикин пытались вынести тело комбрига с поля боя, но из-за сильного огня противника сделать это не смогли. Они упрятали его в щель, прикрыли плащ-палаткой и отошли к своим.
По настойчивым просьбам военфельдшера 19-й тбр Т. А. Кукушкиной, выходившей вместе с Калиховичем из Белостокского котла, были организованы поиски тела комбрига. 16 июля лейтенант П. А. Марков и красноармеец Цикин ночью подкрались к переднему краю обороны противника и вынесли тело С. А. Калиховича.
22 июля 1942 года полковник Калихович был с воинскими почестями похоронен вблизи станции Дон. Бойцы соорудили деревянный памятник со звездой и именем комбрига. Указом Президиума Верховного Совета СССР от 20.08.1942 полковника С. А. Калиховича наградили орденом Ленина посмертно.

В наградном листе написано: 
Т. Калихович в критический момент сел в танк, направился к батальонам и лично руководил боем. Фашистский снаряд, пробив башню среднего танка, убил комбрига. Т. Калихович погиб на боевом посту 12.7.1942 (из архива ЦАМО)
Из рапорта начальника штаба бригады подполковника Н. М. Филиппенко командующему 5-й танковой армией: 
Прошу вашего ходатайства о зачислении в списки первого командира 19 тбр комбрига полковника т. Калиховича. Бригада 11 дней вела упорные неравные авангардные бои с противником. Тов. Калихович воспитывал в каждом бойце и командире такое чувство ответственности, что не было ни одного случая жалоб на трудности и тяжести боевой жизни, в результате чего все части бригады вели упорные бои до последнего человека, как зенитная батарея, противотанковая батарея и МСПБ.

## Награды
- Орден Красного Знамени (1938) — за мужество и отвагу, проявленные в боях под Царицыном в годы гражданской войны.
- Медаль XX лет Рабоче-Крестьянской Красной Армии (1938)
- Орден Ленина (1942) — за образцовое выполнение боевых заданий Командования на фронте борьбы с немецкими захватчиками и проявленные при этом доблесть и мужество (посмертно)
- Медаль За оборону Москвы (1944) (посмертно)

## Семья
Здравствуй, Витя! Я очень рад, что ты поступил в бронетанковое училище, а квалификацию избирай сам. Если по окончании захочешь перейти на строевую, то дорога не закрыта, можно перейти. Главное, Витя, быть отличником и отлично учиться, изучить отлично машину и быть примером во всем для других. Никогда своей профессии не надо стесняться, быть требовательным к себе и остальным, свято выполнять свой долг перед Родиной... Витя, немцев проклятых мы громим и со своей земли изгоним. Они, гады, выдыхаются, хотя ещё достаточно сильны... Не забывай маму и маленьких своих сестрёнок...
У полковника С. А. Калиховича остались жена, сын и две дочери. Мария Ефимовна Калихович (умерла в 1984 г.) вырастила и воспитала сына Виктора (умер в 2016 г.), дочерей — Тамару (умерла в 1985 г.) и Жанну.
Сын Виктор Сергеевич Калихович в 16 лет участвовал вместе с отцом в боях под Москвой в 1941 году в составе разведывательной роты 19-й танковой бригады. Затем стал кадровым танкистом, окончив танковое училище и Военную академию бронетанковых и механизированных войск. После войны служил в Советской армии. В середине 1970-х годов в звании полковника ушёл в запас, умер в начале 2016 года.

## Память
В 1960 году останки полковника Калиховича перенесли из отдельной могилы ст. Дон и перезахоронили в братской могиле с. Голиково. Позднее по просьбе сына Калиховича останки полковника были перезахоронены на сельском кладбище с. Голиково, над могилой установлен обелиск со звездой.
В сельской школе был открыт стенд, посвященный полковнику Калиховичу. В школьном музее хранится благодарственное письмо от потомков комбрига, которые живут в Москве. В 2016 году рядом с отцом похоронен сын полковник В. С. Калихович.
В музее обороны Москвы на стенде, посвящённом боям 19-й танковой бригады под Москвой, представлены фотографии С. А. Калиховича и его сына.